# Glendive
La ville de Glendive est le siège du comté de Dawson, situé dans le Montana, aux États-Unis. Sa population était de 4 935 habitants lors du recensement de 2010.